# Bayerische Rundschau

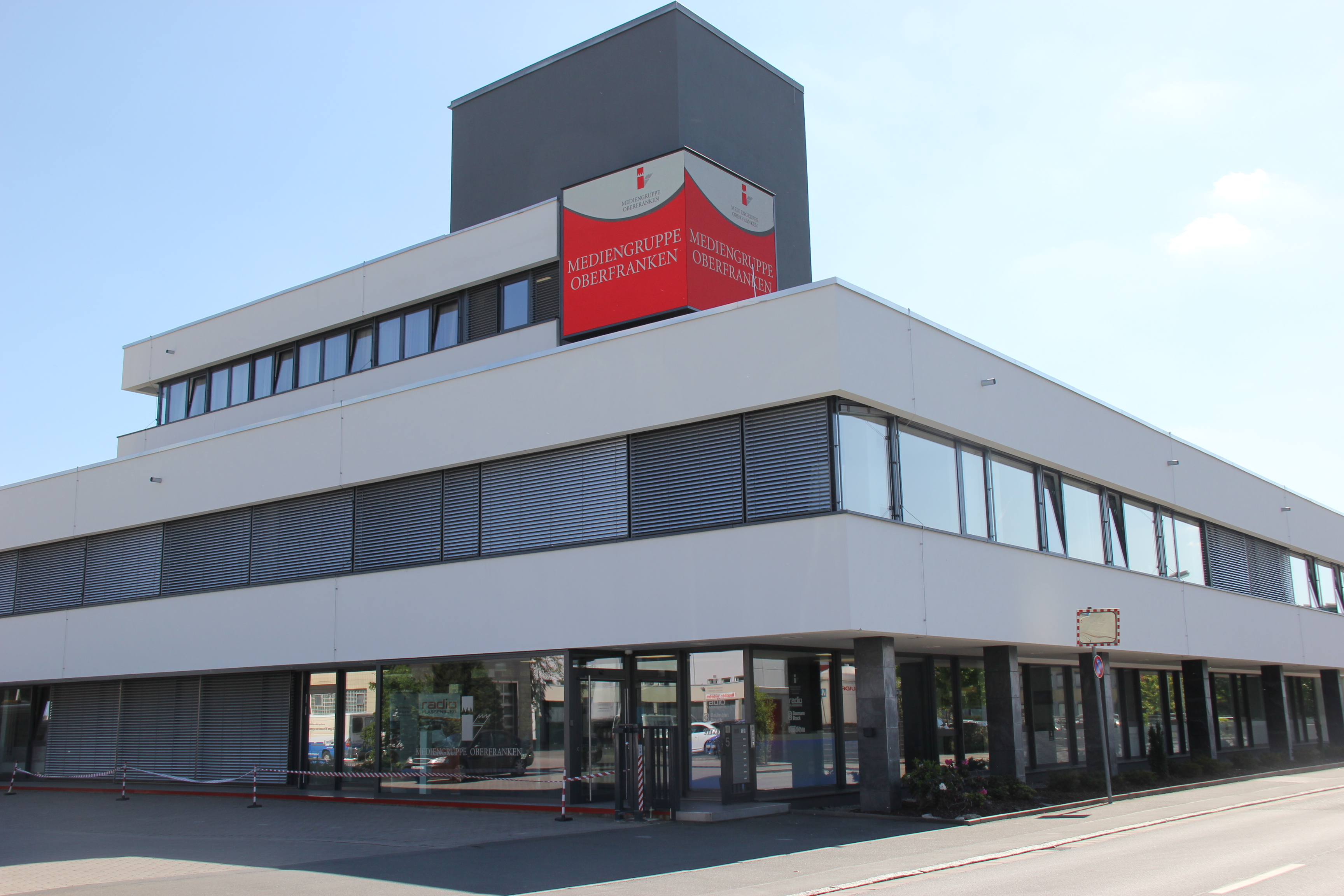
Verlagshaus der Mediengruppe Oberfranken in Kulmbach

Die Bayerische Rundschau ist eine regionale Tageszeitung für die Stadt und den Landkreis Kulmbach. Sie erscheint einmal täglich von Montag bis Samstag als Printausgabe und als E-Paper. Die verkaufte Auflage beträgt 8999 Exemplare, ein Minus von 48 Prozent seit 1998. Die Bayerische Rundschau gehört zusammen mit den Tageszeitungen Fränkischer Tag, Coburger Tageblatt, und Saale-Zeitung zur Mediengruppe Oberfranken. Die Zeitungen teilen sich eine überregionale Redaktion.

## Geschichte
Gegründet wurde die Bayerische Rundschau von Ekkefried Caspar Baumann als eine heimatverbundene Tageszeitung für den Mittelstand. Die erste offizielle Ausgabe erschien am 1. Januar 1903 mit dem Untertitel Tageszeitung für die Interessen der schaffenden Stände in Stadt und Land. Die Zeitung erhielt 1914 den Status des offiziellen Amtsblattes für die Stadt Kulmbach. Während der Zeit des Nationalsozialismus wurde die Zeitung der Bayreuther Gauzeitung Bayerische Ostmark unterstellt. Erst 1949 konnte die Bayerische Rundschau wieder unter ihrem ursprünglichen Titel erscheinen. Nach dem Abtreten E. C. Baumanns blieb die Leitung des Verlages innerhalb der Familie: 1948 wurde die Tochter des Gründers, Hilde Uhlemann, Komplementärin der Verlags-KG, 1968 übernahm deren Sohn Horst Uhlemann die Geschäftsführung. Unter seiner Leitung wurde der Verlag mit dem ersten Fotosatz und Rollen-Offsetdruck in Bayern ausgestattet. Mit dem Rückzug in den Ruhestand verkaufte Horst Uhlemann den Verlag 2003 an den Fränkischen Tag in Bamberg. Schließlich fand 2009 eine Neugliederung des Medienhauses Fränkischer Tag/Baumann unter dem Dach der Mediengruppe Oberfranken statt. Unter der neuen Führung erfuhr das Verlagshaus am Standort Kulmbach einen weiteren Modernisierungsschub.

## Auflage
Die Bayerische Rundschau hat wie die meisten deutschen Tageszeitungen in den vergangenen Jahren an Auflage eingebüßt. Die verkaufte Auflage ist in den vergangenen 10 Jahren um durchschnittlich 2,9 % pro Jahr gesunken. Im vergangenen Jahr hat sie um 5,1 % abgenommen. Sie beträgt gegenwärtig 8999 Exemplare. Der Anteil der Abonnements an der verkauften Auflage liegt bei 89,3 Prozent.
| 1998  | 1999  | 2000  | 2001  | 2002  | 2003  | 2004  | 2005  | 2006  | 2007  | 2008  | 2009  | 2010  | 2011  | 2012  | 2013  | 2014  | 2015  | 2016  | 2017  | 2018  | 2019  | 2020  | 2021  | 2022  | 2023  | 2024 |
| ----- | ----- | ----- | ----- | ----- | ----- | ----- | ----- | ----- | ----- | ----- | ----- | ----- | ----- | ----- | ----- | ----- | ----- | ----- | ----- | ----- | ----- | ----- | ----- | ----- | ----- | ---- |
| 17304 | 17073 | 16950 | 16756 | 16546 | 16259 | 15840 | 15560 | 15790 | 15500 | 15251 | 15041 | 14784 | 14437 | 13906 | 13466 | 13045 | 12639 | 12283 | 12452 | 12090 | 11689 | 11661 | 11330 | 10512 | 10229 | 9707 |